# Serra del Coscollar
La Serra del Coscollar és una serra situada al municipi d'Alcarràs a la comarca del Segrià, amb una elevació màxima de 306 metres.